# وایه د لا پاسکوا
وایه د لا پاسکوا (به اسپانیایی: Valle de la Pascua) یک شهر در ونزوئلا است که در Leonardo Infante واقع شده‌است. والی د لا پاسکوا ۱۸۲٬۰۰۰ نفر جمعیت دارد و ۱۲۵ متر بالاتر از سطح دریا واقع شده‌است.